# یواس‌اس ال‌اس‌ام-۲۴۷
یواس‌اس ال‌اس‌ام-۲۴۷ (به انگلیسی: USS LSM-247) یک کشتی بود که طول آن ۲۰۳ فوت ۶ اینچ (۶۲٫۰۳ متر) بود. این کشتی در سال ۱۹۴۴ ساخته شد.